# Grand Central Belge
De Grand Central Belge was een Belgisch consortium van privé-spoorwegmaatschappijen dat ontstond door diverse fusies in de jaren 1864-1867 en bleef bestaan tot het einde van de 19de eeuw.  Op haar hoogtepunt exploiteerde de Grand Central Belge een netwerk van meer dan 600 km spoorlijnen in België plus een aantal lijnen in Nederland, Duitsland en Frankrijk. De ruggengraat was de noord-zuid-as Rotterdam – Antwerpen – Aarschot – Leuven – Charleroi – Mariembourg – Vireux (Frankrijk). De Centrale Werkplaats bevond zich te Leuven.

## Geschiedenis

### De eerste fusies
In 1859 fuseerden de spoorwegmaatschappijen de Charleroi à Louvain (Spoorlijn 140 en 139, geopend in 1855) en de Morialmé à Châtelineau (Spoorlijn 138, eveneens 1855) tot de Chemins de fer de l’Est belge. Deze laatste opende in 1862 nog de lijnen Lodelinsart – Châtelineau en Morialmé – Givet, en verzorgde de exploitatie van een aantal lijnen gebouwd door de Société anonyme des Chemins de fer du Nord de la Belgique (1861), namelijk de lijnen Leuven – Herentals (geopend in 1863) en Aarschot – Diest (1865).

### Ontstaan van de Grand Central Belge
Op 1 juli 1864 fuseerde de Est belge met de Chemin de fer d’Anvers à Rotterdam, die in 1854-1855 de lijn van Antwerpen tot de Moerdijk en de lijn Roosendaal – Breda had gebouwd en de lijn Lier – Turnhout (1855) exploiteerde. Deze fusie kreeg de naam Grand Central Belge.
Op 1 juli 1865 trad de maatschappij Chemins de fer de L’Entre-Sambre-et-Meuse tot het consortium toe. De Entre-Sambre-et-Meuse had de volgende lijnen gebouwd: Charleroi – Walcourt – Mariembourg – Vireux (1848-1854); Walcourt – Morialmé en Berzée – Laneffe (1848); Walcourt – Florennes, Florennes – Philippeville en Mariembourg – Couvin (1854).
De Grand Central Belge exploiteerde verder ook de lijnen die aan de Nord de la Belgique in concessie waren gegeven: de lijnen Antwerpen – Lier – Aarschot (geopend in 1864), Diest – Hasselt (1865) en Turnhout – Tilburg (1867).
Ten slotte nam de Grand Central Belge in 1867 de exploitatie over van de Aken-Maastrichtsche Spoorweg-Maatschappij, die in 1856 de lijn Maastricht – Hasselt geopend en de exploitatie van de lijn Hasselt – Landen overgenomen had. (Het baanvak Landen – Sint-Truiden werd geopend in 1839 door de Belgische Staat, Sint-Truiden – Hasselt in 1847 door de Chemins de fer de Tournay à Jurbise et de Landen à Hasselt.)
De holding achter de Grand Central Belge was in feite de Nord de la Belgique die participaties in de diverse maatschappijen bezat. De Nord de la Belgique zelf was een dochtermaatschappij van enerzijds de Société Générale en anderzijds de bank Bischoffsheim-de Hirsch. De Nord de la Belgique was bovendien eigenares van de Centrale Werkplaats te Leuven.
Die Centrale Werkplaats bevond zich op het grondgebied van Kessel-Lo, aan de achterzijde van het station, ten oosten van de Diestsesteenweg. Ze werd gebouwd in de jaren 1863-1882 en later, nadat ze werd overgenomen door de Staatsspoorwegen en nadien de NMBS, nog uitgebreid. Ze werd definitief gesloten in 1993, waarna de site heringericht werd als publiek domein met park en woningen. Enkele oude hallen zijn blijven staan en werden in 1996 beschermd als monument.

### Uitbouw van het net
Al in 1869 had de Nord de la Belgique een concessie verkregen voor het Belgische gedeelte van de 'IJzeren Rijn', in 1873 voor het Nederlandse gedeelte. In Pruisen werd de lijn door de Bergisch-Markische Eisenbahn aangelegd, die ze oorspronkelijk tussen Mönchen-Gladbach en Vlodrop exploiteerde. Op Belgisch grondgebied werden de werken tussen Herentals en Mol in 1875 aangevat. De volledige lijn Antwerpen – Mönchen-Gladbach werd geopend in 1879 en in haar geheel door de Grand Central Belge geëxploiteerd.
Ten slotte exploiteerde de Grand Central Belge ook het spoorlijntje Zichem – Scherpenheuvel (1894), dat in 1892 in concessie gegeven was aan en op normaalspoor gebouwd werd door de Nationale Maatschappij voor Buurtspoorwegen. Maar toen was de terugkoop van de privé-spoorlijnen door de Belgische Staat al begonnen.
Op haar hoogtepunt, in 1880, exploiteerde de Grand Central Belge dus de volgende lijnen:
- Antwerpen – Rotterdam en Roosendaal – Breda
- Antwerpen – Lier – Herentals – Hamont – Mönchen-Gladbach
- Lier – Aarschot – Hasselt – Maastricht – Aken
- Hasselt – Landen
- Tilburg – Turnhout – Herentals – Aarschot – Leuven – Charleroi – Vireux
- de antennes Berzée – Laneffe en Mariembourg – Couvin
- Walcourt – Morialmé en Walcourt – Florennes – Philippeville
- Lodelinsart – Châtelineau – Morialmé – Doische – Givet

### Terugkoop door de staat
Bij onderhandelingen over de verbreding van het kanaal Gent-Terneuzen vroegen de Nederlanders de terugkoop van het Nederlandse gedeelte van de lijn Antwerpen-Rotterdam. De Belgische Staat kocht bij die gelegenheid in 1880 het Belgische gedeelte van de lijn terug. In 1882 werd de lijn Lier – Turnhout teruggekocht door de Belgische Staat. Op 1 januari 1897, na twee jaar onderhandelingen, werd het gehele spoorwegnet van de Grand Central Belge genationaliseerd. Maar de Grand Central Belge bleef haar lijnen nog exploiteren voor rekening van de Belgische Staatsspoorwegen tot 30 juni 1898. 
Zo viel het doek over deze negentiende-eeuwse spoorwegmaatschappij, waarvan nog enkele typische stationsgebouwen (bv. Boechout, Zichem, Olen, Geel, Neerpelt, Tilly, La Sambre, Ham-sur-Heure, Morialmé, Nismes) en straatnamen ('rue du Grand Central' in Charleroi en in Ligny) als getuigen overblijven en die tot vandaag sommigen blijft inspireren. Zo bijvoorbeeld de journalist Pascal Verbeken, die in zijn boek Grand Central Belge. Voetreis door een verdwijnend land (De Bezige Bij, 2012) verslag uitbrengt van een voettocht langs het spoorwegtraject van Treignes aan de Franse grens tot Antwerpen.